# علف (فیلم ۱۹۲۵)

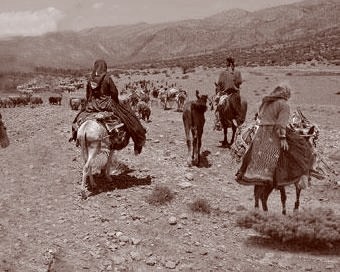
کوچ عشایر بختیاری

علف: نبرد یک ملت برای زندگی یا علفزار (به انگلیسی: Grass: A Nation's Battle for Life) فیلمی صامت و سیاه‌سفید محصول ۱۹۲۵ در ایالات متحده آمریکا است که از نخستین فیلم‌های قوم‌نگاری به‌شمار می‌آید. این فیلم که توسط مریان کوپر و ارنست بی. شودزاک کارگردانی شده، به کوچ طایفه بابااحمدی از طوایف ایل بختیاری می‌پردازد و دوربین همراه با عشایر بختیاری از گذرگاه‌ها و ارتفاعات سخت‌گذر زردکوه بختیاری و رود خروشان کارون عبور کرده، تا مردم این طایفه برای دستیابی به چراگاه (و پرهیز از گرمای خوزستان در بهار و تابستان) از گرمسیر این طایفه، در استان خوزستان، به سردسیر، در استان چهارمحال و بختیاری، منتقل شوند.
فیلم ۷۱ دقیقه‌ای علف، برای نخستین بار در تاریخ ۲۰ مارس ۱۹۲۵ توسط پارامونت پیکچرز تولید شد و مریان کوپر و ارنست بی. شودزاک نیز تهیه‌کنندگان علف محسوب می‌شدند.

## موضوع

سی کوپر، حیدرخان، لطفعلی و شودساک

حیدرخان و فرزند ۹ ساله‌اش، لطفعلی که لطفی نامیده می‌شود به همراه ۵۰ هزار زن و مرد و کودک به همراه نیم میلیون بز، اسب، گوسفند و گاو از رودخانه‌های خروشان و کوه‌های پوشیده از برف عبور می‌کنند.
عبور افراد ایل و گذراندن گله‌ها از رودخانه کارون که شش روز به طول می‌انجامد، یکی از جذاب‌ترین صحنه‌های فیلم است. این فیلم بدون هیچ پژوهش مردم‌شناسانه‌ای تهیه شده است. سخن معروفی دربارهٔ این فیلم وجود دارد که سازندگان آن حتی نمی‌دانستند، از کوچی فیلم می‌سازند، که هر ساله و به صورت متناوب صورت می‌پذیرد.
شهاب‌الدین عادل معتقد است همین عدم اشراف بر موضوع پژوهشی‌ای که در علف مطرح است، در سایر فیلم‌های مردم‌شناختی دربارهٔ ایلات ایران که بعدها ساخته شد نیز مشهود است. آنچنانکه در ابتدای فیلم، تصویر نامه‌ای ظاهر می‌شود از امیر جنگ ایل بختیاری که رابرت ایمبری، کنسول‌یار آمریکا نیز آن را تأیید کرده است. متن این تأییدیه بدین قرار است:
مریان کوپر، ارنست شودساک و مارگرت هریسون اول مسافری هستند که از زردکوه بختیاری عبور کرده‌اند و اولین اشخاصی هستند که چهل و شش روز در این راه همراه ایل بختیاری مسافرت نموده‌اند. از جونگیری (جهانگیری) تا دره شو (احتمالا به معنی شوم) و زردکوه بختیاری در استان چهارمحال بختیاری.
موفقیت و استقبال جهانی از علف، کوپر را بر آن داشت که فیلم دیگری دربارهٔ بختیاری‌ها بسازد. این‌بار اما دستیارش را برای این مقصود فرستاد. چند روزی فیلم‌برداری انجام شد، اما نهایتاً نیمه‌کاره ماند. ظاهراً آن‌ها این بار قصد داشتند تا مرکز توجه‌شان را به یک خانواده متمرکز کنند. چیزی که موفق به انجام آن نشدند.
فیلم علف به سبب حس همدلی‌اش با مردم ایل و شخص حیدرخان و ناهمخوانی‌اش با سیاست‌های رضاشاه که مسئله خلع سلاح قبایل و عشایر را پیگیرانه دنبال می‌کرد، در آن سال‌ها در ایران اجازهٔ نمایش نگرفت؛ شاید از آن جهت که افراد ایل را در حال حمل اسلحه نشان می‌داد؛ یا به‌خاطر قتل رابرت ایمبری که در حال عکس گرفتن از مراسم مذهبی، توسط گروهی از مردم تهران کشته شد و نخستین شکاف را در روابط ایران و آمریکا پدید آورد. این فیلم سرانجام ۴۲ سال بعد، در سال ۱۳۴۶ در فیلمخانه ملی ایران به نمایش درآمد و هنوز یکی از شناخته‌شده‌ترین فیلم‌های قوم‌نگاری ساخته شده توسط فیلمسازان غیرایرانی محسوب می‌شود.

## دانستنی‌ها
- سرگرد رابرت ایمبری معاون وقت کنسول آمریکا در تهران که به گروه فیلم‌برداری فیلم علف برای عزیمت به منطقه کمک کرد، یک هفته پس از پایان یافتن فیلم‌برداری در روز ۲۷ تیرماه ۱۳۰۳ در تهران کشته شد.
- موفقیت فیلم علفزار و فیلم مستند چنگ (۱۹۲۷) مریان کوپر را به صدر فیلم‌سازی هالیوود رساند.[نیازمند منبع]

## کتاب‌ها
- کوپر، مریان. علفزار (سفری به سرزمین دلاوران)، ترجمه امیرحسین خان ایلخان ظفر، تهران: انتشارات امیرکبیر، ۱۳۴۴
- مقصودلو، بهمن، علف: داستان‌های شگفت و ناگفته. تهران: انتشارات هرمس، ۱۳۸۹